# Buddy Rice
Buddy Rice, född den 31 januari 1976 i Phoenix, Arizona, USA, är en amerikansk racerförare.

## Racingkarriär
Rice körde under en längre tidsperiod i Indy Racing League och IndyCar Series. Han slutade trea och vann det p.g.a. regn avbrutna Indianapolis 500 säsongen 2004 körande för Rahal Letterman Racing. Hans resultat de kommande åren var mindre lyckade, och efter 2006 fick Rice lämna Rahal Letterman. Efter det körde han med begränsade framgångar för Dreyer & Reinbold Racing. Under 2009 stod Rice helt utan IndyCar-körning, men vann Daytona 24-timmars för Brumos Racing tidigt det året.

## IndyCar

### Segrar
| Nr | Bana             | År   |
| -- | ---------------- | ---- |
| 1  | Indianapolis 500 | 2004 |
| 2  | Kansas           | 2004 |
| 3  | Michigan         | 2004 |